# Улгили (Жетысуская область)
Улгили (каз. Үлгілі) — село в Аксуском районе Жетысуской области Казахстана. Входит в состав Ойтоганского сельского округа. Код КАТО — 193275300.

## История
Образовано в 1950 г.

## Население
В 1999 году население села составляло 241 человек (131 мужчина и 110 женщин). По данным переписи 2009 года, в селе проживали 103 человека (53 мужчины и 50 женщин).